# Malo Gusto
Malo Gusto (* 19. května 2003 Lyon) je francouzský profesionální fotbalista, který hraje na pozici pravého obránce za anglický klub Chelsea FC a za francouzský národní tým do 21 let.

## Klubová kariéra

### Lyon
Malo Gusto začal svoji kariéru v akademii ASVF, následně strávil jeden rok v Bourgoin-Jallieu a v roce 2016 vstoupil do akademie Olympique Lyon, kde hrál například s Aminem Gouirim.
V prosinci 2021 podepsal s francouzským klubem svou první profesionální smlouvu.
Malo Gusto debutoval v A-týmu Lyonu 24. ledna 2021, když v 90. minutě zápasu Ligue 1 proti Saint-Étienne (výhra 5:0) vystřídal Bruna Guimarãese. V sezóně 2020/21 odehrál ještě jedno utkání, a to když nastoupil v závěru zápasu proti Lorientu a v červnu 2021 podepsal s Lyonem novou smlouvu do roku 2024.
Během letní přípravy v roce 2021 se stal hlavním trenérem Lyonu Peter Bosz a Gusto se stal stabilním členem základní sestavy.
Dne 7. srpna se poprvé objevil v základní sestavě Lyonu, a to v zápase Lyonu proti Brestu. 16. září pak debutoval v evropských pohárech, když odehrál celé utkání základní skupiny Evropské ligy proti Rangers (výhra 2:0). 21. listopadu byl v zápase Evropské ligy proti Spartě Praha po faulu na Lukáše Haraslína po druhé žluté kartě v utkání vyloučen. Navzdory oslabení Lyon v utkání zvítězil 4:3.
V sezóně 2021/22 odehrál Gusto 30 ligových utkání, ve kterých si připsal 4 asistence a pomohl klubu ke konečné osmé příčce v Ligue 1.

### Chelsea
Dne 29. ledna 2023 přestoupil Gusto za 35 milionů eur do londýnské Chelsea, se kterou podepsal smlouvu do roku 2030. Do konce sezony 2022/23 však odešel na hostování zpátky do Lyonu.

## Reprezentační kariéra
Gusto se narodil ve Francii, je však portugalského a martinického původu., and Martiniquais descent.

## Statistiky
K 29. lednu 2023
| Klub   | Sezóna  | Liga    | Liga   | Liga | Pohár  | Pohár | Evropské poháry | Evropské poháry | Celkem | Celkem |
| Klub   | Sezóna  | Liga    | Zápasy | Góly | Zápasy | Góly  | Zápasy          | Góly            | Zápasy | Góly   |
| ------ | ------- | ------- | ------ | ---- | ------ | ----- | --------------- | --------------- | ------ | ------ |
| Lyon   | 2020/21 | Ligue 1 | 2      | 0    | 0      | 0     | —               | —               | 2      | 0      |
| Lyon   | 2021/22 | Ligue 1 | 30     | 0    | 0      | 0     | 7               | 0               | 37     | 0      |
| Lyon   | 2022/23 | Ligue 1 | 15     | 0    | 0      | 0     | —               | —               | 15     | 0      |
| Celkem | Celkem  | Celkem  | 47     | 0    | 0      | 0     | 7               | 0               | 54     | 0      |